# Chemin Vert (Paris metro)
Chemin Vert är en tunnelbanestation i Paris metro för linje 8 i 3:e och 11:e arrondissementet. Stationen öppnades 1931 och är belägen under Boulevard Beaumarchais, mellan Rue Saint-Gilles och Rue du Chemin-Vert. Stationen har fått sitt namn Chemin Vert ("gröna vägen") efter de handelsträdgårdar, vilka var belägna i området.

## Stationens utseende
| Sidoperrong |                               |
| Söderut     | ← Bastille                    |
| Norrut      | Saint-Sébastien – Froissart → |
| Sidoperrong |                               |

## Omgivningar
- Jardin Arnaud Beltrame
- Allée Arnaud Beltrame
- Saint-Denys-du-Saint-Sacrement
- Saint-Gervais-Saint-Protais
- Place des Vosges

## Bilder
| - Tunnelbanestationen Chemin Vert. - Saint-Denys-du-Saint-Sacrement. - Saint-Gervais-Saint-Protais. - Place des Vosges. |